# Jean Etxeberri-Aintxart
Jean Etxeberri-Aintxart —en basc— o Jean Etcheverry-Aïnchart —en francès— (Baigorri, 1914 – 2003) fou un polític basc i notari. Fill de Désiré Etxeberri-Aintxart, conseller general del cantó de Baigorri del 1913 al 1940.
Diputat a l'Assemblea Nacional constituent (1945-1946), demanà l'autonomia del País Basc en el marc de la República Francesa. Posteriorment fou conseller general del cantó de Baigorri de 1945 al 1976. El 1963 participà la fundació d'Enbata, el primer moviment polític abertzale del País Basc del Nord.